# Supreme Court of the Marshall Islands
Der Supreme Court ist das höchste Gericht in der Republic of the Marshall Islands. Er hat die letztgültige Autorität für alle Fälle die dort verhandelt werden. Das Gericht wird durch Art. VI, sec. 3 der Verfassung begründet. Das Gericht besteht aus einem Chief Justice (Gerichtspräsidenten) und zwei Associate Justices (Beigeordneten Richtern).
Der Chief Justice ist derzeit Daniel N. Cadra. Die Obersten Richter werden für eine Amtszeit von zehn Jahren ernannt.
Dem Supreme Court ist der High Court of the Marshall Islands untergeordnet.

## Chief Justices
| Name               | Amtsantritt    | Amtszeitende | Anmerkungen |
| ------------------ | -------------- | ------------ | ----------- |
| Harold W. Burnett  | Januar 1982    | 1986–?       | [ 4 ] [ 5 ] |
| Clinton R. Ashford | 1989           | 1996         | [ 6 ]       |
| Allen P. Fields    | 1997           | 2003         | [ 7 ] [ 8 ] |
| Daniel Cadra       | September 2003 |              | [ 9 ]       |